# Klášter Kiranc
Klášter Kiranc (arménsky Կիրանց Վանք Kiranc vank) je bývalý klášter Arménské apoštolské církve v arménské provincii Tavuš. Je významnou ukázkou středověké arménské architektury. Klášter byl založen ve 13. století.
Klášter se nachází na levém břehu řeky Kunen přibližně dvanáct kilometrů jihozápadně od obce Kiranc uprostřed rozsáhlých lesů.

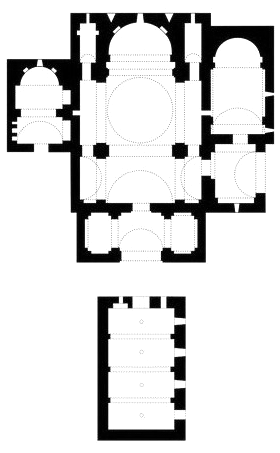
Půdorys kláštera. Nahoře hlavní kostel s připojenými halami a kostely, dole refektář.

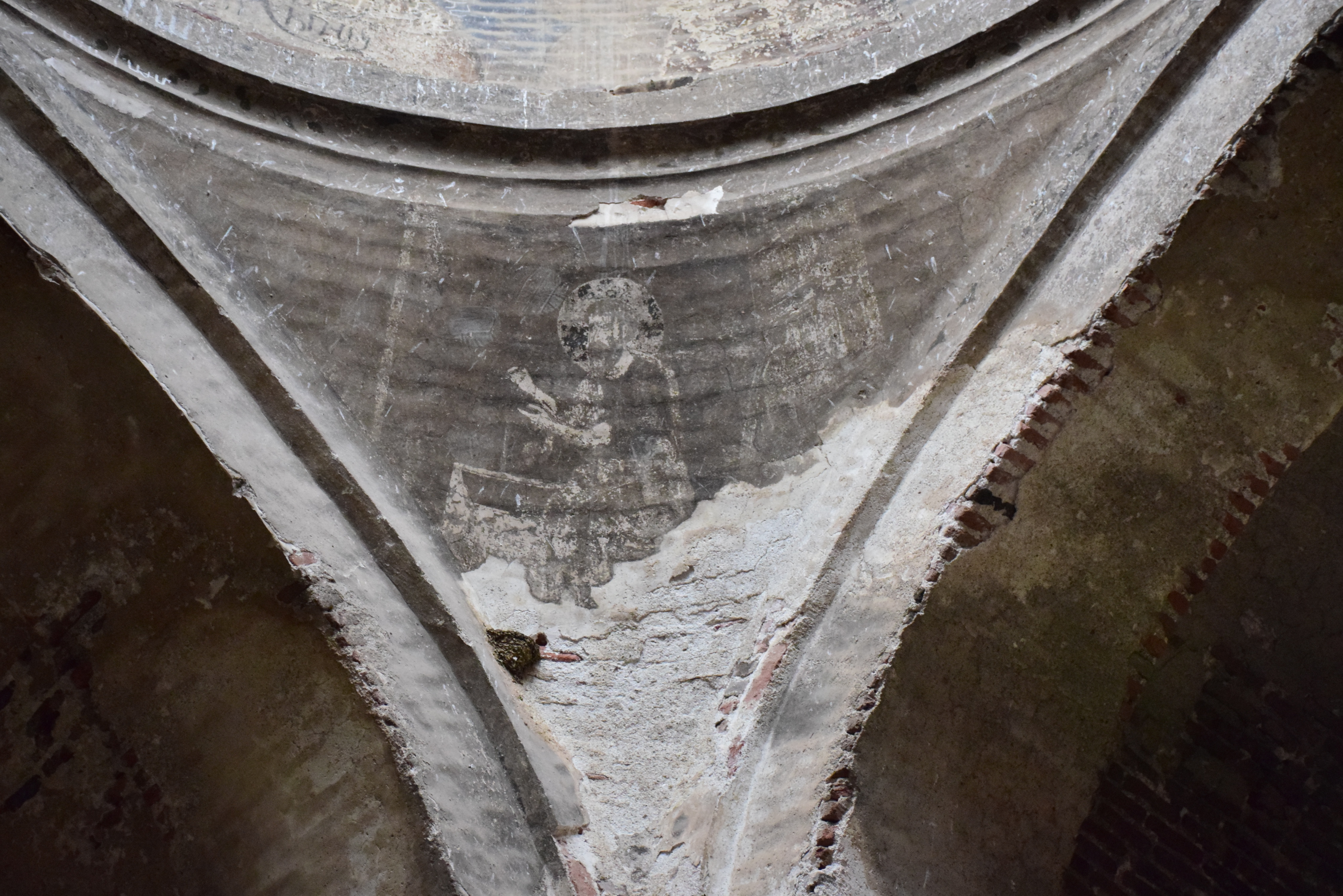
Reprezentace evangelisty na jednom ze čtyř pendetivů

Klášterní komplex byl obklopen obrannými zdmi, které jsou dnes z velké části zničeny. Střed komplexu je přístupný na jihozápadě bránou s velkým obloukem. Uvnitř jsou tři kostely, dvě haly, refektář a několik obytných a hospodářských prostorů. Jako jeden z mála arménských klášterů je postaven z větší části z cihel. Pouze malá část kláštera je z jemně vyřezávaného pevného pískovce.
Hlavní kostel je křížovým klenutým kostelem s dvoupodlažními bočními kaplemi na obou stranách půlkruhové oltářní apsidy. Je dlouhý 11,04 metrů a široký 10,5 metrů. Kostel byl postaven výhradně z cihel, a proto je v Arménii jedinečný. Jako typický příklad arménské církevní architektury je malý středový chrámový prostor korunován kupolí s osmiúhelníkovým tamburem. Ten spočívá na vyvýšených obloucích (lancetových obloucích), které spojuje dvojice sloupů s rohy apsidy.
Vně je tambur zdobený mozaikou barevných a tvarovaných dlaždic, které tvoří geometrické vzory. Ve středu každé z osmi stran tamburu jsou protáhlé okenní otvory, kterými vstupuje světlo do budovy. Tambur je zakončen špičatou valbovou střechou.
Dva vchody do kostela jsou přístupné přes dvě klenuté haly na západě a na jihu. Interiér kostela je omítnutý vápnem a zdobený freskami. Kopule zobrazuje Nanebevstoupení Krista. Vnitřek tamburu zobrazuje scény ze Starého zákona a na pendetivech, sférických trojúhelnících mezi podpůrnými sloupy, jsou malby čtyř evangelistů Matouše, Marka, Lukáše a Jana. Přední část oltáře a vnitřní strana vstupní zdi jsou zdobeny přírodními a geometrickými motivy.
Na západ a na jih od hlavního kostela jsou postaveny dva jednolodní halové kostely. Byly také postavené z cihel. Stejně jako v hlavním kostele jsou na omítnuté vnitřní stěně menších kostelů fragmenty fresek ze 13. století. Dveře jsou zdobeny komplikovanými řezbami s květinovými a geometrickými vzory.
Refektář kláštera se nachází asi 10 metrů západně od hlavního kostela. Je 17,9 metrů dlouhý a 9,5 metrů široký a byl postaven z kombinací vyřezávaných pískovcových a říčních kamenů ve formě dlažebních kostek. Jídelna je jednou z nejvýznamnějších památek středověké arménské architektury a je považována za jeden z největších refektářů své doby. Vnější stěny budovy obklopují velký sál s půlkruhovou klenbou rozdělenou třemi oblouky, které zase spočívají na třech dvojicích sloupů. Vchod byl pravděpodobně v dnes zbořené západní zdi. Klenuté jsou i sousední místnosti refektáře. Stejně jako v kostelech jsou v jídelně zachovány zbytky fresek s gruzínskými a řeckými nápisy na stěnách. Tyto nápisy naznačují, že klášter, stejně jako mnoho jiných klášterů v severní Arménii ve 13. století nepatřil arménské apoštolské církvi, ale církvi chalcedonské.
Klášterní hřbitov se nachází východně od hlavního kostela. Nejvýznamnějším náhrobkem je archimandritův (= představený kláštera) Mamii z roku 1698.